# レゴ パイレーツ・オブ・カリビアン
『レゴ パイレーツ・オブ・カリビアン』（Lego Pirates of the Caribbean）は、映画『パイレーツ・オブ・カリビアン』シリーズを原作としたレゴブロックのテーマの一つである。2011年、『パイレーツ・オブ・カリビアン/生命の泉』の公開に合わせ、第1弾が発売された。
また、コンピュータゲーム作品 Lego Pirates of the Caribbean: The Video Game が2011年5月10日に北米で発売された。

## セット
全てのセットは、 『呪われた海賊たち』、『デッドマンズ・チェスト』、『ワールド・エンド』、『生命の泉』のいずれかの場面に基づいている。
| セットNo. | セット名           | 発売日     | ピース数 | ミニフィギュア | 原作                   |
| --------- | ------------------ | ---------- | -------- | --- | ---------------------- |
| 4181      | 死の島             | 2011年5月  | 152      | ヘクター・バルボッサ、エリザベス・スワン、ジャック・スパロウ、ヘクター・バルボッサ（スケルトン）                           | 呪われた海賊たち       |
| 4182      | 人喰い島からの脱走 | 2011年5月  | 279      | ジャック・スパロウ、ウィル・ターナー、人喰い族（2体）                                                                      | デッドマンズ・チェスト |
| 4183      | 水車小屋の決闘     | 2011年5月  | 365      | ジャック・スパロウ、ウィル・ターナー、ジェームズ・ノリントン、ハドラス                                                     | デッドマンズ・チェスト |
| 4184      | Black Pearl        | 2011年11月 | 804      | ジャック・スパロウ、ウィル・ターナー、エリザベス・スワン、ジョシャミー・ギブス、ラゲッティ、ピンテル、デイヴィ・ジョーンズ | デッドマンズ・チェスト |
| 4195      | アン王女の復讐号   | 2011年5月  | 1097     | アンジェリカ、ジャック・スパロウ、黒ひげ、船員（3体）                                                                      | 生命の泉               |
| 4191      | 船長のキャビン     | 2011年5月  | 96       | ジャック・スパロウ、船員（2体）                                                                                            | 生命の泉               |
| 4192      | 生命の泉           | 2011年5月  | 128      | ジャック・スパロウ、黒ひげ、ヘクター・バルボッサ、スケルトン                                                               | 生命の泉               |
| 4193      | ロンドンからの脱出 | 2011年5月  | 463      | ジャック・スパロウ、ジョシャミー・ギブス、キャリッジ運転手、兵士（2体）                                                    | 生命の泉               |
| 4194      | ホワイトキャップ湾 | 2011年5月  | 741      | ジャック・スパロウ、シレーナ、タマラ、スクラム、ゾンビ、フィリップ・スウィフト                                             | 生命の泉               |